# Københavns Kreditforening
Københavns Kreditforening, oprindeligt Kreditforeningen af Grundejere i Kjøbenhavn og Omegn, var en dansk kreditforening i København.

## Historie
Kreditforeningen var med med hjemmel i lov af 17. marts 1882 stiftet den 18. marts samme år (statutter af 19. maj) på foranledning af overretssagfører Adolph Hein (1838-1899), der var foreningens administrerende direktør indtil sin død, da han blev afløst af sagfører Carl Herforth (1866-1937), som året før var indtrådt i direktionen og forestod foreningens daglige ledelse indtil 1936. En anden medstifter var murermester Hans Fussing. 1. januar 1971 blev Københavns Kreditforening fusioneret ind i Forenede Kreditforeninger, som i 1985 blev til Nykredit.
Foreningens formål er at yde lån mad pant i faste ejendomme (dog ikke landbrugsejendomme) indtil 3/5 af taksationsværdien.
Kreditforeningen kan endvidere med hjemmel i lov af 15. marts 1939 indenfor 7½ % af den pågældende åbne series kasseobligationer yde tilsvarende lån i bygninger under opførelse, såfremt der for lånet tillige stilles betryggende bankgaranti eller sikkerhed i sådanne aktiver, hvori umyndiges midler kan anbringes, for at lånet vil blive indfriet eller nedbragt, hvis det ikke efter udløbet af den fastsatte frist for den endelige bebyggelse findes at kunne ydes med det oprindeligt bevilgede beløb.
Foreningens virkeområde, der ved stiftelsen alene omfattede staden Kjøbenhavns grund og Frederiksberg bydistrikt samt dele af Brønshøj, Tårnby og Hvidovre sogne, er efterhånden udvidet med hele Københavns amtsrådskreds.

## Ældre nøgletal
Siden kreditforeningens stiftelse og indtil 1950 var der ydet lån til samlet beløb ca. 1.052 mio. kr. Heraf var tilbagebetalt et hovedstolsbeløb af ca. 586 mio. kr., således at resthovedstolen for alle 13 serier udgjorde ca. 466 mio. kr. med en restgæld, stor ca. 426 mio. kr. Foreningens reservefond udgjorde i 1950 ca. 12,1 mio. kr.
31. december 1903 havde kreditforeningen 1880 panter med en hovedstol på 84.439.000 kr. og et restbeløb på 81.117.837 kr.; reservefond: 3.231.609 kr.
Ifølge lav af 4. april 1902 kunne umyndiges og offentlige stiftelsers midler anbringes i foreningens kasse obligationer, hvoraf mere end 67 % i 1950 var modtagne til opbevaring i kreditforeningen mod udstedelse af indskrivningsbevis til kasseobligationsejerne.

## Ledelse
Kreditforeningens virksomhed blev bestyret af en direktion under kontrol af et repræsentantskab og var undergivet tilsyn af Boligministeriet, hvis godkendelse også krævedes til ændringer i kreditforeningens statutter.
I 1936 blev Henry Ussing medlem af repræsentantskabet. Repræsentantskabets formand var i 1950 direktør O.P. Christensen.

### Direktion
Denne liste er ufuldstændig; hjælp gerne med at udfylde den.
- 1882-1899: Adolph Hein (1838-1899), adm. direktør
- 1899-1936: Carl Herforth (1866-1937), adm. direktør (medlem af direktionen siden 1898)
- 1936-?: Aage Finsen (1891-1962), adm. direktør
  - 1932-1945: Poul C. Rasmussen (1885-1965), bygningskyndig direktør
  - 1945-?: Knud Oxholm Jungersen (1913-1995), bygningskyndig direktør

## Arkitektur
Københavns Kreditforening havde fra 1899 til huse i sin egen bygning i fire stokværk på Gammeltorv 4. Den er opført 1898-99 udelukkende af sten og jern efter tegning af Frederik L. Levy. Den havde med grunden kostet 580.000 kr. I dag ejes bygningen af Jyske Bank.